# Grajena
Grajena je naselje v mestni občini Ptuj. V kraju stoji šola OŠ Ljudski vrt - podružnica Grajena. Grajena  je gručasto naselje s središčem v dolini potoka Grajena, deloma pa sega na bližnja pobočja Slovenskih goric. V dolini prevladujejo njive in travniki, na prisojnem pobočju Ptujskih goric pa plantaže sadja in vinogradov.